# Fanano
Fanano (emilián nyelven Fanàn) település Olaszországban, Emilia-Romagna régióban, Modena megyében. Lakosainak száma 2943 fő (2023. január 1.). Fanano Fiumalbo, Montese, San Marcello Piteglio, Abetone Cutigliano, Lizzano in Belvedere és Sestola községekkel határos.

## Népesség
A település lakossága az elmúlt években az alábbi módon változott:
| Lakosok száma | 2975 | 2946 | 2943 |
|               | 2017 | 2018 | 2023 |